# Lecția despre cub
Lecția despre cub este o poezie de Nichita Stănescu, cea de deschidere a volumului Operele imperfecte, apărut în 1979.

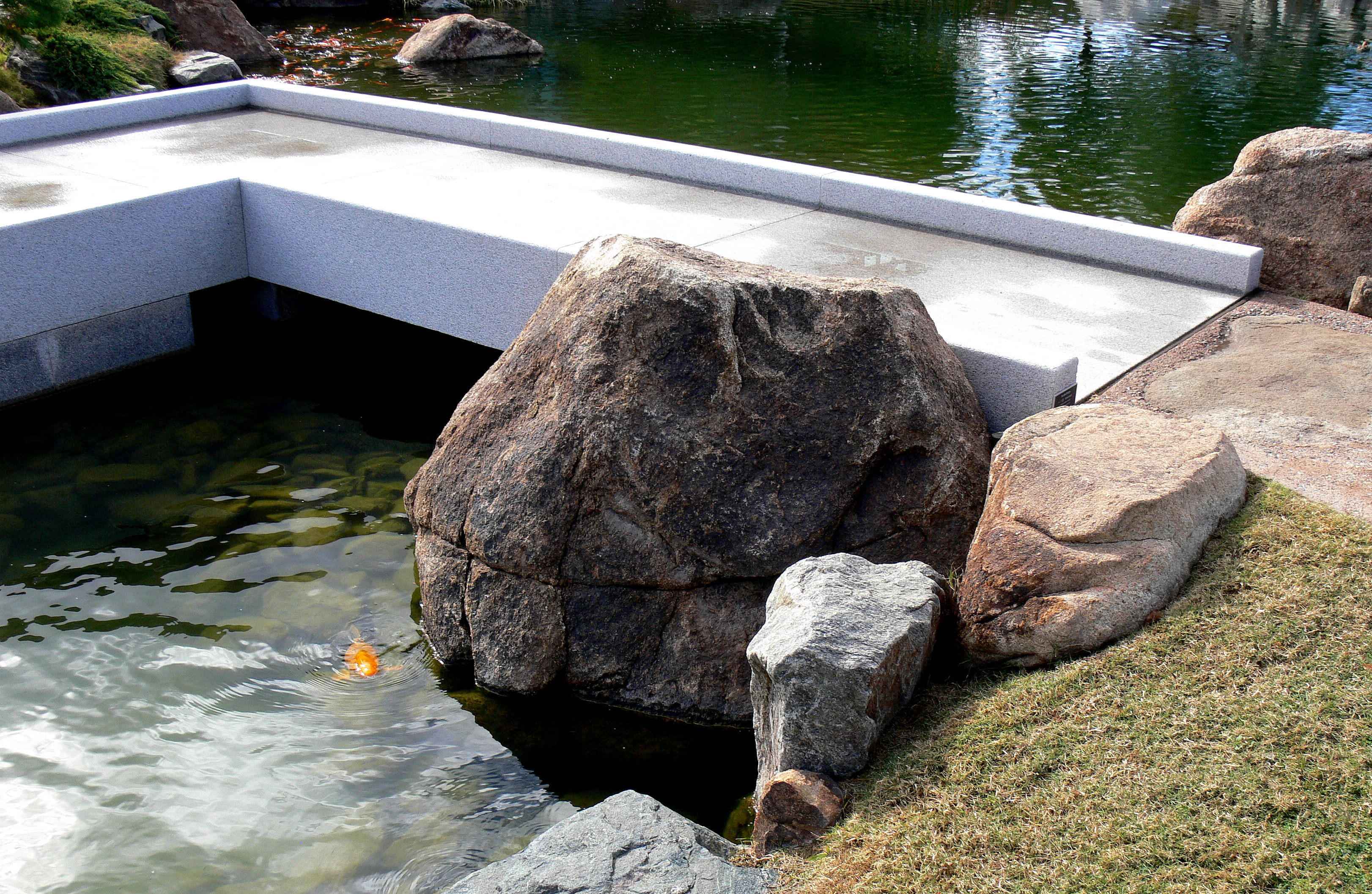
" Se ia o bucată de piatră,
Se ciopleşte cu o daltă de sânge ... "

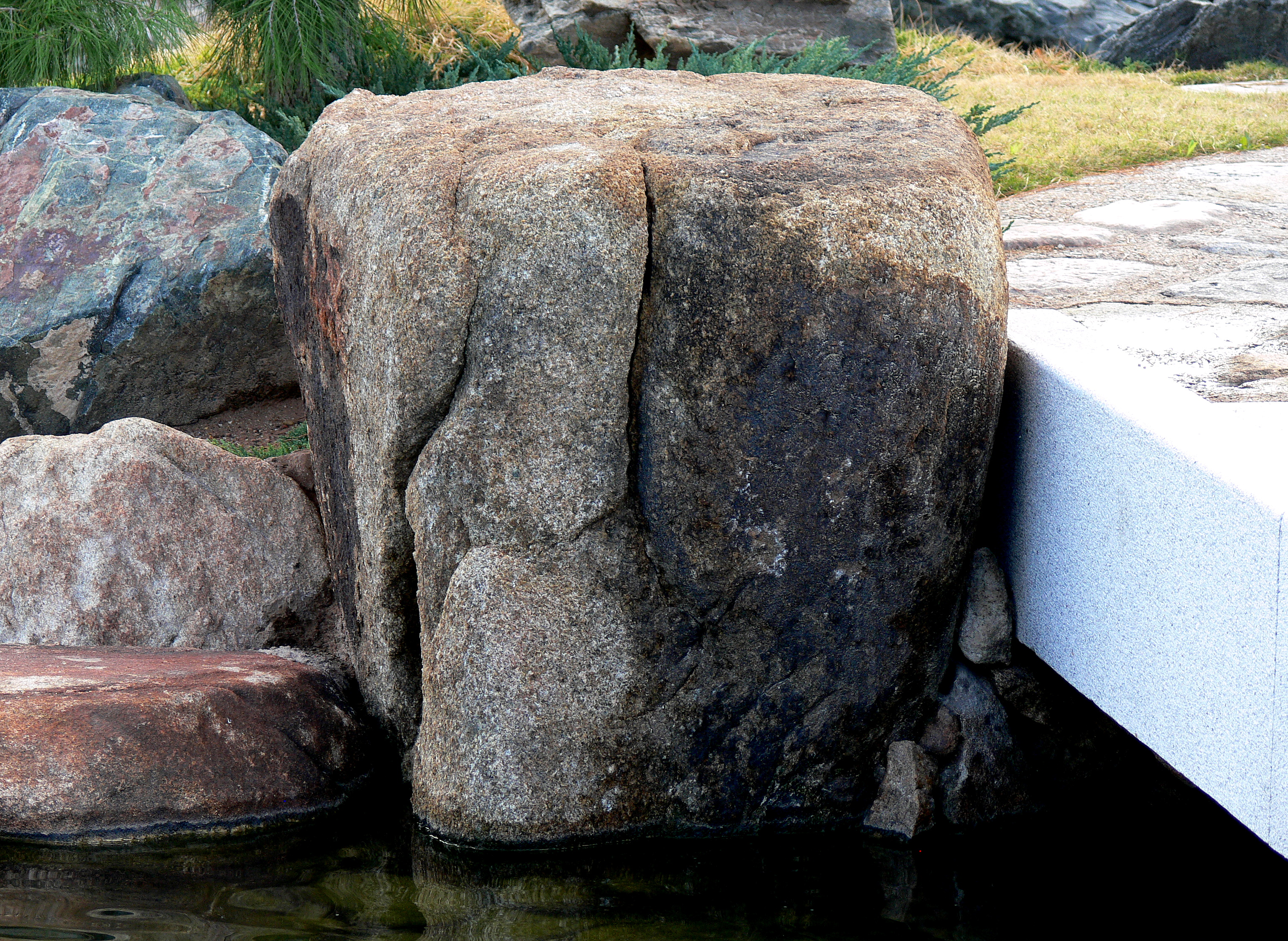
" ... până cubul iese perfect.
După aceea ... "